# Hoplophthiracarus aduncus
Hoplophthiracarus aduncus är en kvalsterart som först beskrevs av Wojciech Niedbała och Matthew J. Colloff 1997.  Hoplophthiracarus aduncus ingår i släktet Hoplophthiracarus och familjen Phthiracaridae. Inga underarter finns listade i Catalogue of Life.